# Mollau
Mollau je občina v departmaju Haut-Rhin francoske regije Alzacija.
Leta 1990 je v občini živelo 397 oseb oz. 45 oseb/km².